# Dzieci Wehrmachtu
Dzieci Wehrmachtu – film dokumentalny Mariusza Malinowskiego.

## Fabuła
Film opowiada o ludziach, którzy żyją w Polsce, lecz ich ojcowie służyli w niemieckiej armii w czasie II wojny światowej. Walczyli zarówno na froncie zachodnim, jak i wschodnim. Tylko niektórym udało się przedostać przez linię frontu. Podczas bitwy o Monte Cassino zginęło wielu Polaków. Ci, którzy pochodzili ze Śląska leżą na żołnierskich cmentarzach pod Monte Cassino. Alojzy Lysko wyrusza na wschód szukać grobu swojego ojca. Wraz z filmowcami odnajduje grób na ukraińskim polu.

## Obsada
- Alojzy Lysko
- Łucja Lysko
- Józef Kłyk
- Augustyn Stolarski
- Helena Uszok